# Sechsjahrmolar

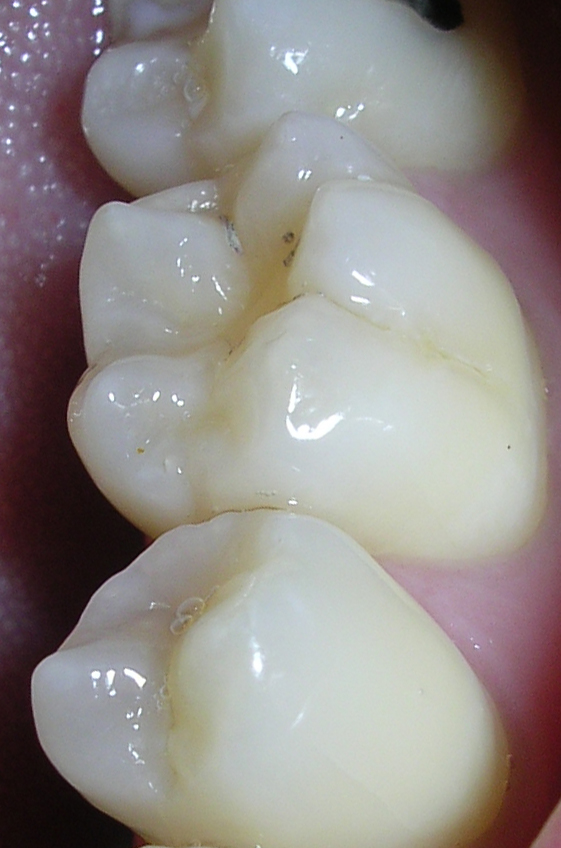
In der Mitte der Sechsjahrmolar (hier: Zahn 36 im Unterkiefer links)

Die Bezeichnung Sechsjahrmolar benennt den ersten großen Backenzahn (Mahlzahn oder Molar, lateinisch molaris ‚Mühlstein‘). Die Bezeichnung stammt daher, weil die ersten großen Backenzähne bei Kindern etwa im Alter von sechs Jahren in die Mundhöhle durchbrechen. Sie erscheinen, ohne dass zuvor ein Milchzahn herausgefallen wäre. Bei den vorderen bleibenden Zähnen fällt vor ihrem Durchbruch jeweils ein Milchzahn aus. Nicht so bei den großen Backenzähnen. Sie bahnen sich ihren Weg als erste bleibende Zähne hinter den letzten Milchzähnen, oft unbemerkt von Kind und Eltern. Dieser Vorgang wird deshalb als Zuwachszahnung bezeichnet. Im FDI-Zahnschema haben die Sechsjahrmolaren die Bezeichnungen 16, 26, 36, und 46.

## Verzahnung
Die Sechsjahrmolaren besitzen eine zentrale Position im menschlichen Gebiss. Sie haben die größte Kaufläche. Mit der Entstehung der ersten Verzahnung der ersten Molaren kann es zu unterschiedlichen Bisslagen kommen, die die Verzahnung der restlichen Zähne beeinflussen. Im Zahnschema haben die Sechsjahrmolaren die Zahnbezeichnungen 16, 26, 36, 46. Sie werden auch „Sechser“ (6er) genannt, weil sie von der Mitte aus gerechnet den sechsten Zahn darstellen. Die Sechsjahrmolaren benötigen mehrere Monate des Zahndurchbruchs, um die Kauebene zu erreichen. Sowohl die Lage der Backenzähne, als auch die geringe Öffnungsmöglichkeit des kindlichen Mundes, erschweren die Zahnreinigung, wodurch diese wichtigen Zähne den höchsten Kariesbefall haben. Dem kann durch eine Zahnversiegelung unmittelbar nach dem Durchbruch vorgebeugt werden.

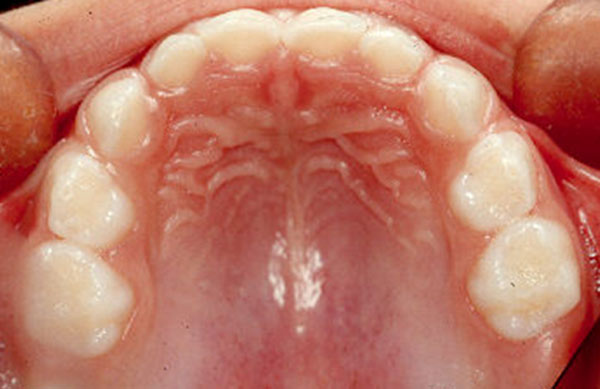
Oberkiefer-Milchgebiss. dahinter brechen die Sechsjahrmolaren durch
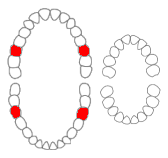
Zahnschema; Sechsjahrmolaren (rot), rechts das Milchgebiss
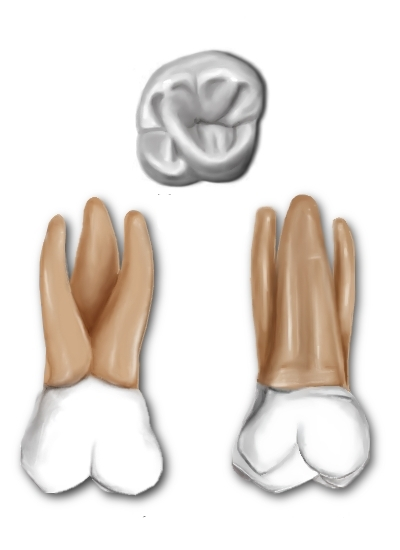
Oberkiefer Sechsjahrmolar
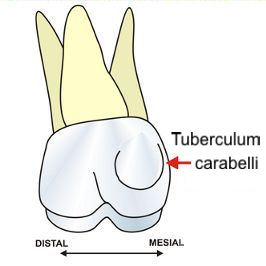
Tuberculum Carabelli
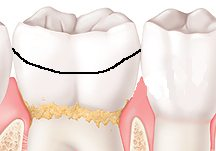
Der Zahnäquator, der größte Umfang des Sechsjahrmolaren mit Infra- und Suprawölbung

## Anatomie

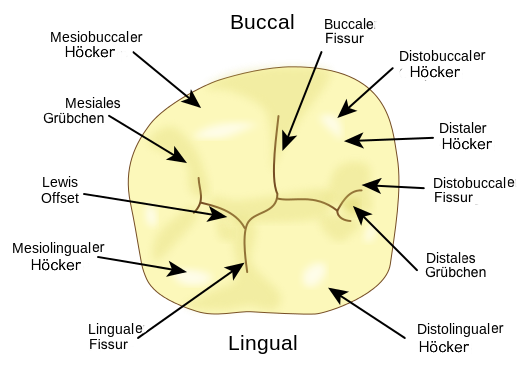
Anatomie der Kaufläche des Sechsjahrmolaren im Unterkiefer
mesial: vorne;
distal: hinten;
lingual: auf der Zungenseite;
buccal: auf der Wangenseite;

### Oberkiefer
Die Sechsjahrmolaren im Oberkiefer bestehen in der Regel aus vier Höckern, zwei an der bukkalen Seite (wangenwärts) und zwei auf der palatinalen Seite (gaumenwärts). Jeder dritte Sechsjahrmolar weist einen kleinen fünften Höcker auf der mesio-palatinalen Höcker auf, das Tuberculum carabelli.
Die oberen ersten Molaren haben normalerweise drei Wurzeln. Die mesio-bukkale Wurzel wird nach bukkolingual breiter und hat prominente Vertiefungen oder Riffeln auf seiner mesialen und distalen Oberflächen. Die interne Kanalmorphologie ist sehr variabel, aber die Mehrzahl der mesiobukkalen Wurzeln enthält zwei Kanäle. Die distobukkale Wurzel ist im Allgemeinen abgerundet oder oval im Querschnitt und enthält in der Regel einen einzigen Wurzelkanal.
Die palatinale Wurzel ist meist-distal breiter als bukko-lingual und eiförmig in der Form und enthält in der Regel nur einen einzigen Wurzelkanal. Obwohl die palatinale Wurzel im Allgemeinen auf Röntgenbildern gerade erscheint, weist sie in der Regel im apikalen Drittel eine buckle Krümmung auf. Vertiefungen auf der Wangen- und Palatinalflächen der Gaumenwurzel können vorhanden sein, sind aber in der Regel flach. Die durchschnittliche Gesamtlänge des oberen ersten Molaren beträgt 20,5 mm mit einer mittleren Kronenlänge von 7,5 mm und einer durchschnittlichen Wurzellänge von 13 mm.

### Unterkiefer
Die unteren ersten Molaren haben fünf Höcker. Aus der Okklusalansicht weisen die unteren ersten Molaren eine fünfeckige Form auf, die sich nach lingual verjüngt. Beide Wurzeln verjüngen sich apikalwärts, aber sind prominenter an der mesialen Wurzel. Die mesiale Wurzel ist bukkolingual breiter und ihre Spitze ist abgestumpft. Die größte Zirkumferenz befindet sich bukkal am oberen Ende des apikalen Drittels der Zahnkrone, wobei der Verlauf der okklusalen zwei Drittel der Oberfläche flach ist. Lingual befindet sich die größte Zirkumferenz im mittleren Drittel des Zahnes. Die lingualen Fläche ist gleichmäßig konvex.

## Pathologie
Die unteren ersten Molaren sind die häufigsten, die oberen ersten Molaren die zweithäufigsten kariösen Zähne und diejenigen, die sich am häufigsten einer endodontischen Behandlung oder Extraktion unterziehen müssen. Bis zu 21 % aller extrahierten Zähnen sind obere erste Molaren. Beim Hutchinson-Trias sind in 22–65 % der Fälle die Sechsjahrmolaren betroffen, die Hutchinson-Zähne genannt werden und dabei eine maulbeerförmige Gestalt aufweisen. Die Molaren-Inzisiven-Hypomineralisation (MIH), ist eine spezielle Form der Schmelzbildungsstörung, nämlich einer systemisch bedingten Hypomineralisation der Sechsjahrmolaren und/oder der oberen bleibenden Inzisivi (Schneidezähne). Es handelt sich um eine Variante der Strukturstörungen der Zahnhartsubstanz (Zahnschmelz).